# (10979) Fristephenson
(10979) Fristephenson (4171 T-2) – planetoida z pasa głównego asteroid okrążająca Słońce w ciągu 3,85 lat w średniej odległości 2,46 j.a. Odkryta 29 września 1973 roku.